# James Biederman
James Biederman (* 1947 in New York City) ist ein US-amerikanischer Maler, Bildhauer und Zeichner.

## Leben und Werk
Biederman studierte an der Yale University und schloss das Studium 1973 mit dem Master ab. Von 1970 bis 1971 nahm er am Independent Study Program des Whitney Museum of American Art teil. Von 1998 bis 2004 gründete und leitete er das N3 Project Space–Williamsburg, Brooklyn. Er lehrte von 2007 bis 2012 an der University of North Carolina at Pembroke und wurde als Gastprofessor an verschiedene amerikanische Universitäten berufen.
James Biederman malt und zeichnet gestisch. Er stellte 1982 auf der documenta 7 in Kassel Holzobjekte mit den Titeln Kurzer Halt und Klippe der unglücklich Liebenden aus.

## Auszeichnungen (Auswahl)
- 2011: Guggenheim-Stipendium
- 2005: Adolph and Esther Gottlieb Foundation
- 2004: Edward F. Albee Foundation, Inc.
- 1994: Pollock-Krasner Foundation
- 1982: National Endowment for the Arts, Bildhauerei
- 1979: National Endowment for the Arts, Zeichnung